# 三稜龍屬
三稜龍屬（學名：Trilophosaurus）是種已滅絕雙孔亞綱爬行動物，生存於三疊紀晚期，外表類似蜥蜴，跟主龍類有接近親緣關係。三稜龍是種草食性動物，身長可達2.5公尺。頭骨短而厚重，有寬廣平坦的頰齒，表面銳利，可切斷堅硬的植物。前上頜骨與下頜前部缺乏牙齒，牠們生前可能有角質覆蓋的喙狀嘴。

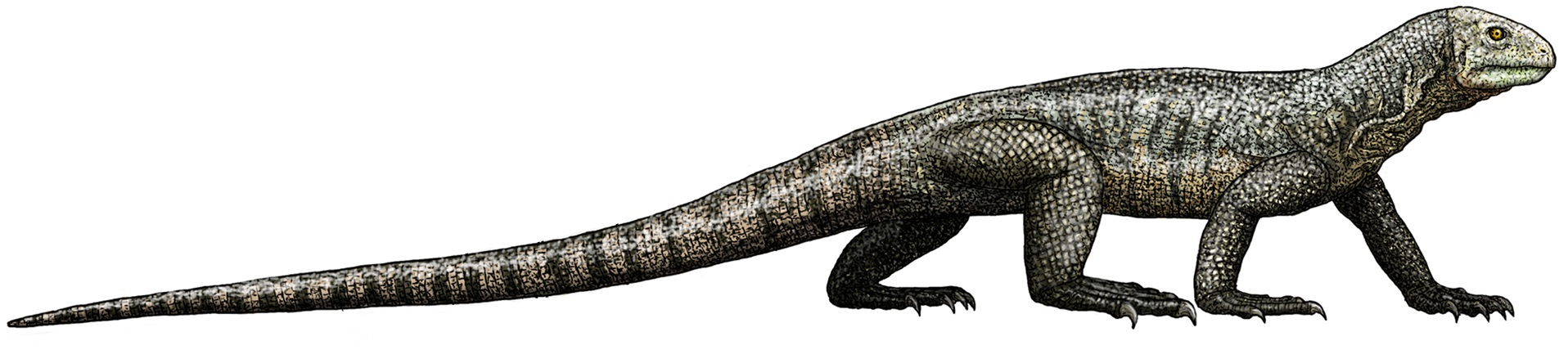
三稜龍的复原圖

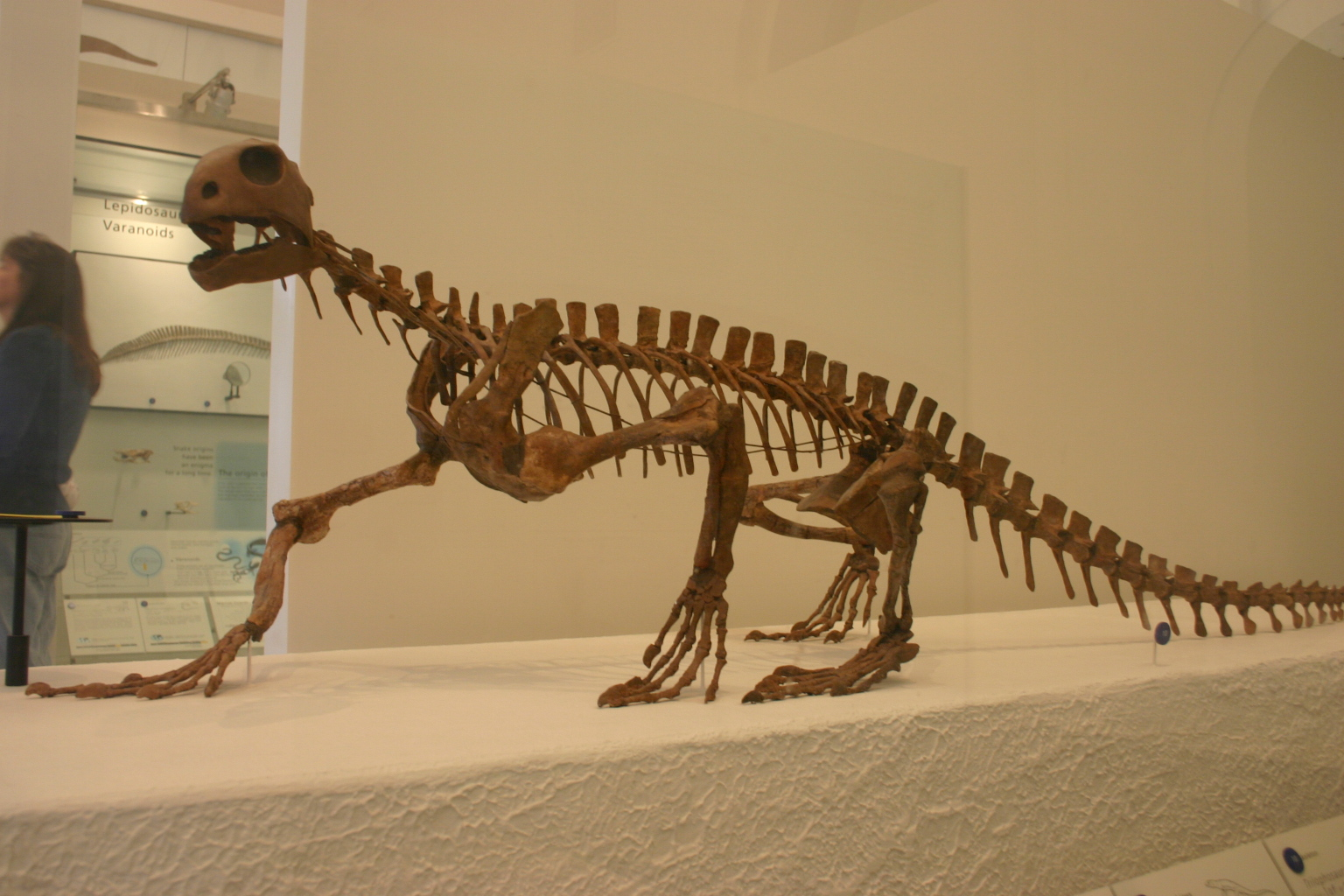
三稜龍的骨架模型

三稜龍的頭骨也很獨特，因為牠們的下顳孔消失了，使牠們看起來像是闊孔類爬行動物的頭骨，所以三稜龍類最初跟楯齒龍目、鰭龍超目一起被歸類於闊孔亞綱。在1988年，Robert L. Carroll提出下顳孔消失是為了使頭骨強化。
到目前為止，三稜龍的化石發現於北美與歐洲的晚三疊紀地層。

## 外部連結
- 主龍形下綱：喙頭龍目、三稜龍目 Palaeos